# Champion (Berne)
Pour les articles homonymes, voir Champion (homonymie).
Champion, appelée en allemand Gampelen, nom également couramment utilisé en français, est un village et une commune suisse du canton de Berne, située dans l'arrondissement administratif du Seeland.

## Géographie
Champion (436m) est la seule commune du canton de Berne et la seule commune germanophone à border le lac de Neuchâtel. Les communes voisines de Gampelen sont Ins (nord-est), Tschugg (est),  Gals (nord), La Tène (nord-ouest).

## Patrimoine bâti
Église protestante élevée par Abraham Dünz l'Aîné (1674-1675).

## Transports
Champion est sur la ligne ferroviaire des BLS (Berne-Neuchâtel).

## Établissement pénitentiaire
L'établissement pénitentiaire de Witzwil est situé sur le territoire de la commune. Accueillant 166 détenus ayant été condamnés à une peine d'emprisonnement, l'établissement est dit « ouvert ». Les conditions de sécurité sont donc minimales, ceci afin de favoriser le travail et la réinsertion des détenus.
Depuis sa création en 1894, l'établissement de Witzwil entretient une exploitation agricole. D'une superficie de 825 hectares en 2020, il s'agit de la plus grande exploitation agricole de Suisse,,.